# Vedde
Vedde es una localidad situada en el municipio de Sorø, en la región de Selandia (Dinamarca), con una población en 2012 de unos 298 habitantes.
Se encuentra ubicada en el centro de la isla de Selandia, al suroeste de Copenhague.